# De Poppenkraam
De Poppenkraam is een 45-delige Nederlandse kinderserie die van 29 oktober 1980 tot 29 december 1985 werd uitgezonden door de KRO. 
De serie werd geschreven en geregisseerd door Nico Hiltrop. Hugo wordt gespeeld door Jaap Stobbe en Connie Neefs speelt de rol van Henriëtte. De winkelier wordt gespeeld door Ferd Hugas, maar wordt al heel gauw de serie uit geschreven, omdat Hugas voor de televisieserie Dubbelpion (1982), eveneens voor de KRO, aan het werk moet. De winkeldame wordt gespeeld door Lies de Wind.

## Verhaal
De serie gaat over twee poppen genaamd Hugo en Henriëtte in een speelgoedwinkel. Doordat ze een toverdoos vinden, waaruit ze groeisnoepjes eten, zijn ze zo groot geworden als mensen. Ze beleven allerlei avonturen in de speelgoedwinkel 'De Poppenkraam'. Tijdens de serie komen er langzamerhand steeds meer poppen bij, zoals Daisy (een chique pop met een grote strik in het haar) en Krengetje (een heel ondeugend meisje).

## Rolverdeling

### Hoofdpersonages
| Personage           | Acteur/actrice     |
| ------------------- | ------------------ |
| Hugo                | Jaap Stobbe        |
| Henriëtte           | Connie Neefs       |
| Daisy               | Marlous Fluitsma   |
| Winkeldame          | Lies de Wind       |
| Winkelbaas          | Ferd Hugas         |
| Krengetje           | Jennifer Willems   |
| Nichtje uit Alkmaar | Leontien Ceulemans |

### Gastpersonages
| Personage       | Acteur/actrice     |
| --------------- | ------------------ |
| Agent           | Paul van Gorcum    |
| Jut             | Will van Selst     |
| Jul             | Henk Votèl         |
| Jozefien        | Brûni Heinke       |
| Koos Kist       | Piet Ekel          |
| Heer            | Lex Goudsmit       |
| Miep            | Corrie van Gorp    |
| Flip            | Wim Kouwenhoven    |
| Poppendokter    | Henk Molenberg     |
| Pietjewiet      | Hans Otjes         |
| Magiër          | Joost Prinsen      |
| Tante Agaat     | Maya Bouma         |
| Neef            | Lars Boom          |
| Oude dame       | Yda Andrea         |
| Kapitein        | Wim de Meyer       |
| Pieter Lepeltak | Marnix Kappers     |
| Clown           | Herman Kortekaas   |
| Hofdame         | Diana Dobbelman    |
| Raadsheer       | Willem Wagter      |
| Dame            | Hetty Heyting      |
| Jonkvrouw       | Annelies Balhan    |
| Ridder          | Martin Brozius     |
| Producent       | Margreet Heemskerk |
| Regisseur       | Hans Pauwels       |
| Amalia          | Mimi Kok           |

## Afleveringen
| Aflevering | Titel                          | Uitzenddatum     |
| ---------- | ------------------------------ | ---------------- |
| 1          | De wijde wereld in             | 29 oktober 1980  |
| 2          | Een pop heeft ook gevoel       | 3 december 1980  |
| 3          | Ruzie maken is dom             | 7 januari 1981   |
| 4          | Werk aan de winkel             | 11 februari 1981 |
| 5          | Een nieuw avontuur             | 18 maart 1981    |
| 6          | De man met de baard            | 22 april 1981    |
| 7          | Er is er één jarig             | 27 mei 1981      |
| 8          | De dure pop                    | 14 oktober 1981  |
| 9          | Het geheim van het kasteel     | 18 november 1981 |
| 10         | Wie zijn wij                   | 23 december 1981 |
| 11         | Een klein krengetje            | 27 januari 1982  |
| 12         | Een middag vol verrassingen    | 3 maart 1982     |
| 13         | Twee oude bekenden             | 7 april 1982     |
| 14         | Bezoek van tante Agaat         | 12 mei 1982      |
| 15         | De vreemdeling                 | 27 oktober 1982  |
| 16         | Op zoek                        | 1 december 1982  |
| 17         | Henriëtte blijft zoek          | 5 januari 1983   |
| 18         | Het spiegelbeeld               | 9 februari 1983  |
| 19         | Tot ziens                      | 16 maart 1983    |
| 20         | Verkeerde snoepjes             | 20 april 1983    |
| 21         | De glazen bol                  | 19 oktober 1983  |
| 22         | Wie is er bang                 | 23 november 1983 |
| 23         | Wie helpt me uit de nood       | 28 december 1983 |
| 24         | Van harte beterschap           | 1 januari 1984   |
| 25         | De man uit het verre oosten    | 7 maart 1984     |
| 26         | Oude vrienden                  | 11 april 1984    |
| 27         | De vreemde bloem               | 16 april 1984    |
| 28         | De man van stro                | 3 oktober 1984   |
| 29         | Het geheim van de poppendokter | 7 november 1984  |
| 30         | Het nichtje uit Alkmaar        | 12 december 1984 |
| 31         | Wie is er slimmer?             | 16 januari 1985  |
| 32         | Wat moet dat daar?             | 20 februari 1985 |
| 33         | Ra, ra, wie ben ik?            | 27 maart 1985    |
| 34         | Hieperdepiep hoera!            | 1 mei 1985       |
| 35         | Hoog bezoek                    | 6 oktober 1985   |
| 36         | De brief                       | 13 oktober 1985  |
| 37         | De geheimzinnige doos          | 20 oktober 1985  |
| 38         | Het aanzoek                    | 27 oktober 1985  |
| 39         | Een half meneertje             | 3 november 1985  |
| 40         | De dubbelganger                | 17 november 1985 |
| 41         | De dolende ridder              | 1 december 1985  |
| 42         | De dierentuin                  | 8 december 1985  |
| 43         | Op de televisie                | 15 december 1985 |
| 44         | Een vreemd kerstfeest          | 22 december 1985 |
| 45         | Wat een oliebol                | 29 december 1985 |